# Мороз Олексій Дмитрович
Олексі́й Дми́трович Моро́з (*24 червня 1944; Барабінськ, сучасна Новосибірська область, Російська Федерація — †16 липня 2006, Солотвино, Закарпатська область, Україна, похований у Києві) — український учений-клініцист у галузі педіатрії, гастроентеролог, доктор медичних наук, лауреат Державної премії СРСР 1987 року.

## Біографічні відомості
Народився в сім'ї службовців, які перебували в евакуації. З 1945 року — в Києві, куди його перевезла родина. У 1969 році закінчив Київський медичний інститут імені О. О. Богомольця. Працював за направленням дільничним лікарем у місті Свердловську (тепер Довжанськ) Луганської області. З 1975 року — у Науково-дослідному інституті педіатрії, акушерства та гінекології (НДІ ПАГ) імені професора П. М. Буйка (тепер Інститут педіатрії, акушерства і гінекології АМН України): спочатку лікар відділення гастроентерології, надалі — вчений секретар інституту (1984—2006), старший науковий співробітник (з 1990 року).
У 1982 році захистив кандидатську дисертацію (науковий керівник — академік О. М. Лук'янова) на тему «Клініко-експериментальне обґрунтування застосування метамізилу і етимізолу в комплексній терапії хронічного гастродуоденіту і виразкової хвороби дванадцятипалої кишки у дітей». У 1998 році захистив докторську дисертацію на тему «Профілактика та індивідуалізоване лікування хронічних захворювань гастродуоденальної зони у дітей з урахуванням стресогенних зсувів і особливостей ентеринової гормональної системи».
Наукові публікації присвячені переважно проблемам патогенезу і фармакотерапії хронічних хвороб шлунку та дванадцятипалої кишки. Вагоме теоретичне і практичне значення мають праці Олексія Мороза щодо визначення ролі стресу та нейрогенної дистрофії у формуванні виразкової хвороби та запальних захворювань органів гастродуоденальної зони в дітей. Результати цих досліджень впроваджено в роботу лікувально-профілактичних закладів України, введено до стандартів лікування хронічних хвороб травної системи в дітей.
О. Д. Мороз був багаторічним відповідальним секретарем науково-практичного журналу «Перинатологія та педіатрія», членом Спеціалізованої вченої ради ІПАГ АМН України.
Похований на Міському кладовищі «Берківці» міста Києва (ділянка 1-Д).

## Роботи[1]
Мороз Олексій Дмитрович. Профілактика та індивідуалізоване лікування хронічних захворювань гастродуоденальної зони у дітей з урахуванням стресогенних зрушень та особливостей ентеринової гормональної системи: Дис… д-ра мед. наук: 14.01.10 / Інститут педіатрії, акушерства і гінекології АМН України. — К., 1998. — 250 л. — Бібліогр.: л. 198—250.

## Нагороди, звання
- Доктор медичних наук (1998).
- Державна премія СРСР (1987).